# Leoš Friedl
Leoš Friedl (* 1. Januar 1977 in Jindřichův Hradec, Tschechoslowakei) ist ein ehemaliger tschechischer Tennisspieler, seit Juli 2022 ist der Trainer von Karolína Plíšková.

## Karriere
Er spielt beinahe ausschließlich im Doppel und gewann in dieser Disziplin 16 ATP-Turniere, alle auf Sandbelag. Sein Partner war bei dreizehn dieser Turniere František Čermák. Darüber hinaus stand er 16 weitere Male in einem Finale. Mit Čermák bestritt er auch seinen einzigen Einsatz für die tschechische Davis-Cup-Mannschaft im Jahr 2005.
Seine größten Erfolge neben den  Turniersiegen sind der Einzug ins Viertelfinale bei den US Open 2006 und den French Open sowie der Wimbledonsieg im Mixed an der Seite von Daniela Hantuchová im Jahr 2001.
Ende Juli 2011 beendete er nach dem Ausscheiden im Viertelfinale beim ATP-Turnier von Umag seine Profikarriere.

## Erfolge
| Legende (Anzahl der Siege)                       |
| Grand Slam (1)                                   |
| Tennis Masters Cup                               |
| ATP World Tour Masters 1000                      |
| ATP International Series Gold (3)                |
| ATP International Series ATP World Tour 250 (13) |
| ATP Challenger Tour (8)                          |

| Titel nach Belag |
| Hartplatz (0)    |
| Sand (16)        |
| Rasen (1)        |

### Doppel

#### Turniersiege

##### ATP World Tour
| Nr. | Datum            | Turnier          | Belag | Partner          | Finalgegner                              | Ergebnis       |
| --- | ---------------- | ---------------- | ----- | ---------------- | ---------------------------------------- | -------------- |
| 1.  | 24. Juli 2000    | San Marino       | Sand  | Tomáš Cibulec    | Albert Portas Fernando Vicente           | 6:4, 6:4       |
| 2.  | 28. Juli 2002    | Sopot (1)        | Sand  | František Čermák | Jeff Coetzee Nathan Healey               | 7:5, 7:5       |
| 3.  | 13. April 2003   | Casablanca (1)   | Sand  | František Čermák | Devin Bowen Ashley Fisher                | 6:3, 7:5       |
| 4.  | 25. Juli 2004    | Kitzbühel (1)    | Sand  | František Čermák | Lucas Arnold Ker Martín García           | 6:3, 7:5       |
| 5.  | 15. August 2004  | Sopot (2)        | Sand  | František Čermák | Martín García Sebastián Prieto           | 2:6, 6:2, 6:3  |
| 6.  | 13. Februar 2005 | Buenos Aires (1) | Sand  | František Čermák | José Acasuso Sebastián Prieto            | 6:2, 7:5       |
| 7.  | 20. Februar 2005 | Costa do Sauípe  | Sand  | František Čermák | José Acasuso Ignacio King                | 6:4, 6:4       |
| 8.  | 10. April 2005   | Casablanca (2)   | Sand  | František Čermák | Martín García Luis Horna                 | 6:4, 6:3       |
| 9.  | 1. Mai 2005      | Estoril          | Sand  | František Čermák | Juan Ignacio Chela Tommy Robredo         | 6:3, 6:4       |
| 10. | 10. Juli 2005    | Gstaad           | Sand  | František Čermák | Michael Kohlmann Rainer Schüttler        | 7:66, 7:611    |
| 11. | 31. Juli 2005    | Kitzbühel (2)    | Sand  | Andrei Pavel     | Christophe Rochus Olivier Rochus         | 6:2, 6:75, 6:0 |
| 12. | 19. Februar 2006 | Buenos Aires (2) | Sand  | František Čermák | Vasilis Mazarakis Boris Pašanski         | 6:1, 6:2       |
| 13. | 5. März 2006     | Acapulco         | Sand  | František Čermák | Potito Starace Filippo Volandri          | 7:5, 6:2       |
| 14. | 6. August 2006   | Sopot (3)        | Sand  | František Čermák | Martín García Sebastián Prieto           | 6:3, 7:5       |
| 15. | 22. Juli 2007    | Stuttgart        | Sand  | František Čermák | Guillermo García López Fernando Verdasco | 6:4, 6:4       |
| 16. | 1. August 2010   | Umag             | Sand  | Filip Polášek    | František Čermák Michal Mertiňák         | 6:3, 7:67      |

##### ATP Challenger Tour
| Nr. | Datum             | Turnier    | Belag       | Partner       | Finalgegner                         | Ergebnis      |
| --- | ----------------- | ---------- | ----------- | ------------- | ----------------------------------- | ------------- |
| 1.  | 5. September 1998 | Alpirsbach | Sand        | Tomáš Cibulec | Marcus Hilpert Filippo Veglio       | 6:1, 7:6      |
| 2.  | 5. Februar 2000   | Hamburg    | Teppich (i) | Tomáš Cibulec | Mark Gienke Florian Jeschonek       | 4:6, 6:3, 6:2 |
| 3.  | 8. April 2000     | Cagliari   | Sand        | Tomáš Cibulec | Andrea Gaudenzi Diego Nargiso       | 6:1, 3:6, 7:5 |
| 4.  | 29. April 2000    | Maia       | Sand        | Tomáš Cibulec | Petr Pála Pavel Vízner              | 6:3, 4:6, 6:4 |
| 5.  | 9. September 2000 | Graz       | Sand        | Tomáš Cibulec | Petr Kovačka Pavel Kudrnáč          | 6:4, 4:6, 6:4 |
| 6.  | 6. Juli 2002      | Ulm        | Sand        | David Škoch   | Tim Crichton Todd Perry             | 6:3, 4:6, 7:5 |
| 7.  | 3. August 2002    | San Marino | Sand        | David Škoch   | Massimo Bertolini Cristian Brandi   | 6:2, 6:4      |
| 8.  | 14. August 2010   | Istanbul   | Hartplatz   | Dušan Vemić   | Brian Battistone Andreas Siljeström | 7:66, 7:63    |

#### Finalteilnahmen
| Nr. | Datum              | Turnier          | Belag     | Partner          | Finalgegner                          | Ergebnis          |
| --- | ------------------ | ---------------- | --------- | ---------------- | ------------------------------------ | ----------------- |
| 1.  | 26. August 2001    | Long Island      | Hartplatz | Radek Štěpánek   | Jonathan Stark Kevin Ullyett         | 1:6, 4:6          |
| 2.  | 29. September 2002 | Palermo          | Sand      | František Čermák | Lucas Arnold Ker Luis Lobo           | 4:6, 6:4, 2:6     |
| 3.  | 5. Januar 2003     | Chennai          | Hartplatz | František Čermák | Julian Knowle Michael Kohlmann       | 6:71, 6:73        |
| 4.  | 11. Januar 2003    | Auckland         | Hartplatz | Tomáš Cibulec    | David Adams Robbie Koenig            | 6:7, 6:3, 3:6     |
| 5.  | 16. Februar 2003   | Viña del Mar     | Sand      | František Čermák | Agustín Calleri Mariano Hood         | 3:6, 6:1, 4:6     |
| 6.  | 13. Juli 2003      | Gstaad           | Sand      | František Čermák | Leander Paes David Rikl              | 3:6, 3:6          |
| 7.  | 3. August 2003     | Sopot            | Sand      | František Čermák | Mariusz Fyrstenberg Marcin Matkowski | 4:6, 7:67, 3:6    |
| 8.  | 28. September 2003 | Palermo          | Sand      | František Čermák | Lucas Arnold Ker Mariano Hood        | 6:76, 7:63, 4:6   |
| 9.  | 28. Februar 2004   | Costa do Sauipe  | Sand      | Tomas Behrend    | Mariusz Fyrstenberg Marcin Matkowski | 2:6, 2:6          |
| 10. | 18. April 2004     | Estoril          | Sand      | František Čermák | Juan Ignacio Chela Gastón Gaudio     | 2:6, 1:6          |
| 11. | 23. Mai 2004       | St. Pölten       | Sand      | Tomáš Cibulec    | Mariano Hood Petr Pála               | 6:3, 5:7, 4:6     |
| 12. | 19. Juni 2005      | ’s-Hertogenbosch | Rasen     | Tomáš Cibulec    | Cyril Suk Pavel Vízner               | 3:6, 4:6          |
| 13. | 15. Januar 2006    | Sydney           | Hartplatz | František Čermák | Fabrice Santoro Nenad Zimonjić       | 1:6, 4:6          |
| 14. | 5. Februar 2006    | Viña del Mar     | Sand      | František Čermák | José Acasuso Sebastián Prieto        | 6:72, 4:6         |
| 15. | 7. Mai 2006        | Estoril          | Sand      | Lucas Arnold Ker | Lukáš Dlouhý Pavel Vízner            | 3:6, 1:6          |
| 16. | 20. Mai 2007       | Pörtschach       | Sand      | David Škoch      | Simon Aspelin Julian Knowle          | 6:76, 7:5, [5:10] |

### Mixed
| Nr. | Datum        | Turnier   | Belag | Partnerin          | Finalgegner             | Ergebnis      |
| --- | ------------ | --------- | ----- | ------------------ | ----------------------- | ------------- |
| 1.  | 7. Juli 2001 | Wimbledon | Rasen | Daniela Hantuchová | Mike Bryan Liezel Huber | 4:6, 6:3, 6:2 |